# Metisergida
Metisergida (1-metil-D-ácido lisérgico butanolamida ou UML-491) também conhecida como maleato de metisergida, é um medicamento de prescrição derivado de fungos ergot (gênero Claviceps) utilizado para a profilaxia de enxaqueca e cefaleia em salvas de difícil tratamento. É um congênere da dietilamida do ácido lisérgico. Antagoniza os efeitos da serotonina nos vasos sanguíneos e no músculo liso gastrointestinal, mas tem poucas propriedades de outros alcalóides dos fungos ergot. É usado para antagonizar a serotonina na síndrome carcinoide.
Metisergida já não é recomendado como um protocolo de tratamento de primeira linha por sociedades internacionais de dor de cabeça, hospitais e neurologistas em prática privada, para enxaquecas ou dores de cabeça em salvas, pois os efeitos colaterais foram relatados pela primeira vez com o uso de longo prazo no final dos anos 1960, e tratamentos baseados em derivados de fungos ergot foram abandonados em favor do tratamento de enxaquecas com a introdução dos triptanos nos anos 1980.

## Usos médicos
Metisergida é usado exclusivamente para tratar enxaqueca e cefaleias em salvas episódicas e crônicas.  Metisergida é uma das medicações mais efetivas para a prevenção da enxaqueca, mas não se destina ao tratamento de um ataque agudo, devendo ser tomada diariamente como uma medicação preventiva.